# Urraca de Castella (reina de Portugal)
Urraca de Castella (1186/1187- Lisboa, 3 de novembre de 1220) fou una infanta de Castella i reina consort de Portugal (1211-1220).

## Orígens
Va néixer el 1186 o el 1187, en tot cas, abans del 28 de maig del darrer, data en què se'n té constància documental. Va ser la segona de les filles del rei Alfons VIII de Castella i la seva muller Elionor d'Anglaterra.
Era neta per línia paterna de Sanç III de Castella i Blanca Garcés de Navarra, i per línia materna d'Enric II d'Anglaterra i Elionor d'Aquitània. Era germana, entre d'altres, de Berenguera de Castella, Blanca de Castella, Elionor de Castella i d'Enric I de Castella.

## Reina de Portugal
Inicialment, el seu pare va oferir-la en matrimoni al rei de França, Lluís VIII, però va ser menyspreada a causa del seu nom. El 1208 es casà amb l'hereu al tron portuguès, l'infant Alfons, que el 1211 va rebre va ser rei amb el nom d'Alfons II de Portugal.
Va ser designada regent en el testament del rei, en cas que a aquest li sobrevingués la mort deixant els fills en minoria d'edat. La reina Urraca va morir a Coïmbra pocs anys després, el 30 de novembre de 1220. Va ser enterrada al monestir d'Alcobaça.

## Descendència
Del matrimoni amb Alfons II van néixer:
- Sanç II de Portugal (1207-1248). Rei de Portugal.
- Alfons III de Portugal (1210-1279). Rei de Portugal.
- Elionor de Portugal (1211-1231). Reina consort de Dinamarca.
- Ferran de Portugal (1217-1246). Senyor de Serpa.
- Vicenç de Portugal (1219).